# فلوریان آلبرت
فلوریان آلبرت (مجاری: Albert Flórián؛ زاده ۱۵ سپتامبر ۱۹۴۱ درگذشته ۳۱ اکتبر ۲۰۱۱) یک بازیکن فوتبال اهل مجارستان بود.